# Moala Airport
Moala Airport (engelska: Moala Island Airport) är en flygplats i Fiji.   Den ligger i divisionen Östra divisionen, i den östra delen av landet, 170 km öster om huvudstaden Suva. Moala Airport ligger 9 meter över havet. Den ligger på ön Moala Island.
Terrängen runt Moala Airport är lite kuperad. Havet är nära Moala Airport österut.